# Barco de pasajeros

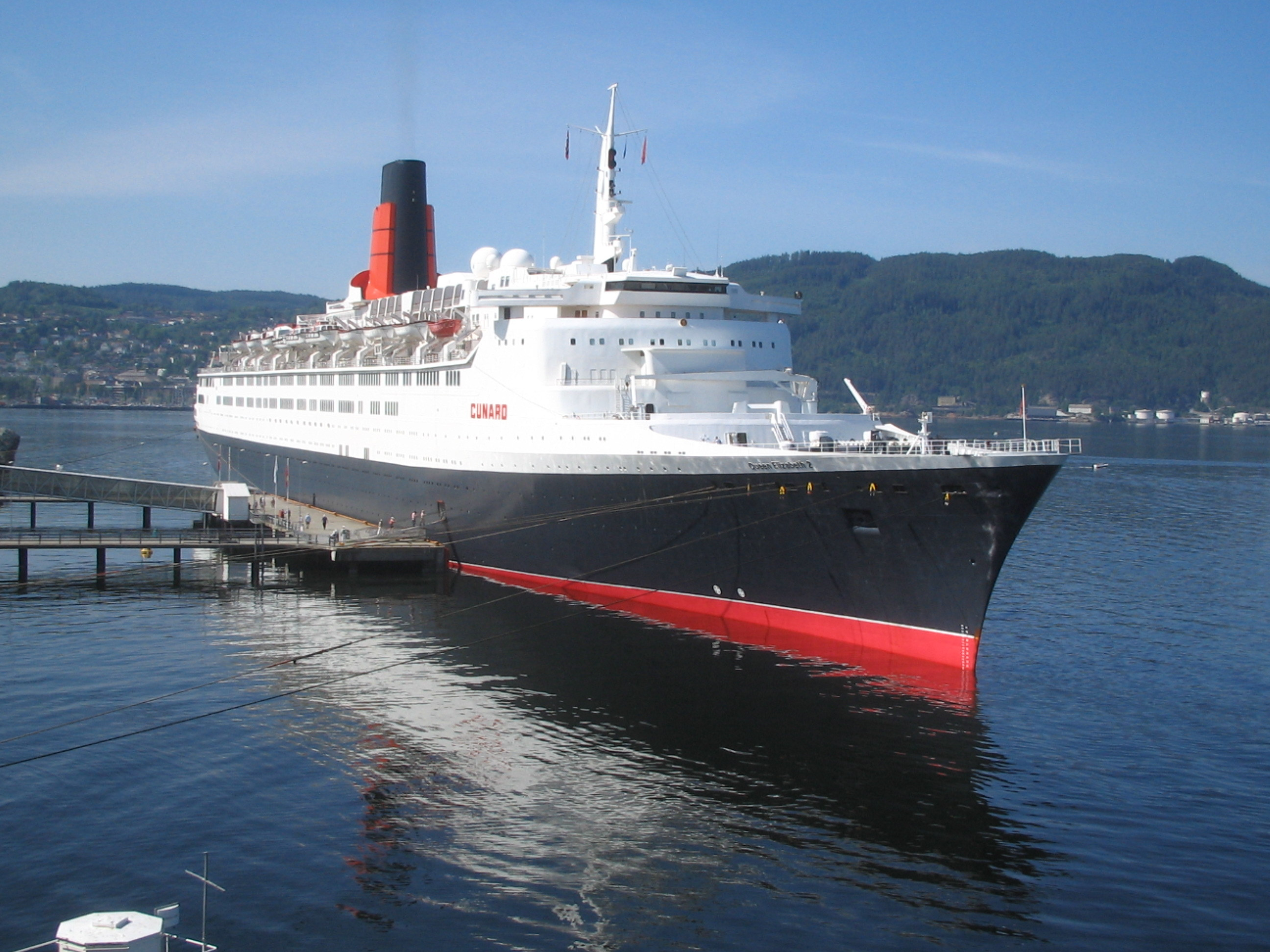
Un barco de pasajeros transatlántico, el

Un barco de pasajeros o barco de pasaje es un barco mercante, cuya función principal es el transporte de pasajeros. La categoría no incluye los buques de carga que disponen de alojamiento para un número limitado de pasajeros, tales como los cargueros con pasajeros que una vez fueron comunes en los mares, en los que el transporte de pasajeros es secundario al transporte de carga. Sí se incluyen, sin embargo, muchas clases de buques proyectados para el transporte tanto de un número considerable de pasajeros como de carga. De hecho, hasta hace poco prácticamente todos los transatlánticos eran capaces de transportar correo y carga, además del equipaje de los pasajeros, y estaban equipados con bodegas de carga y grúas, u otros equipos de manipulación de la carga para dicho propósito. Sólo en transatlánticos más recientes y en prácticamente todos los barcos de crucero esta capacidad de carga se ha eliminado.
Aunque típicamente los barcos de pasajeros son parte de la marina mercante, los barcos de pasajeros también han sido utilizados como barcos de tropas y a menudo son encargados como barcos navales cuándo se prevé que sean utilizados para tal propósito.

## Tipos de barcos de pasajeros

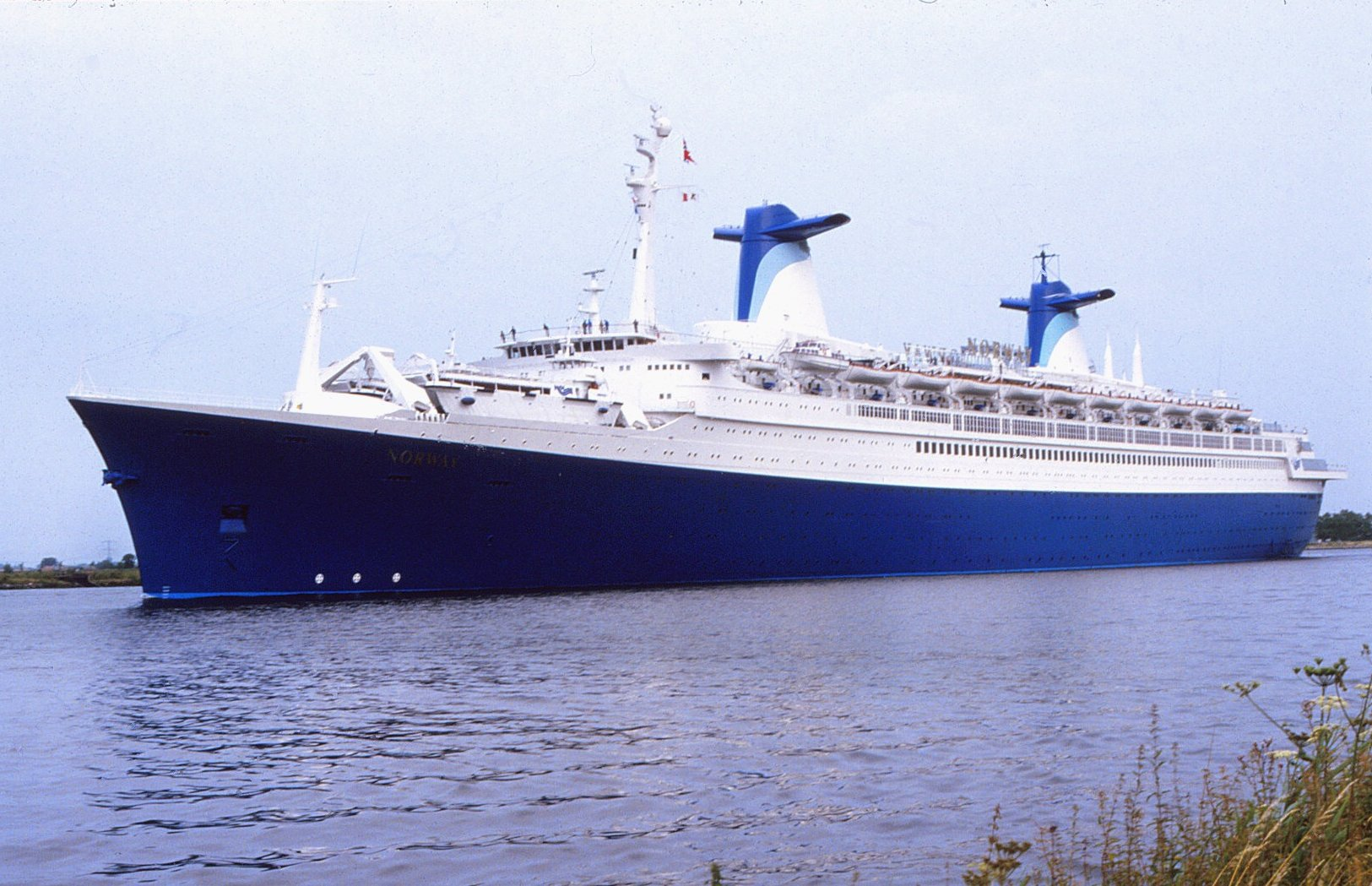
Un transatlántico de la década de 1960, el '

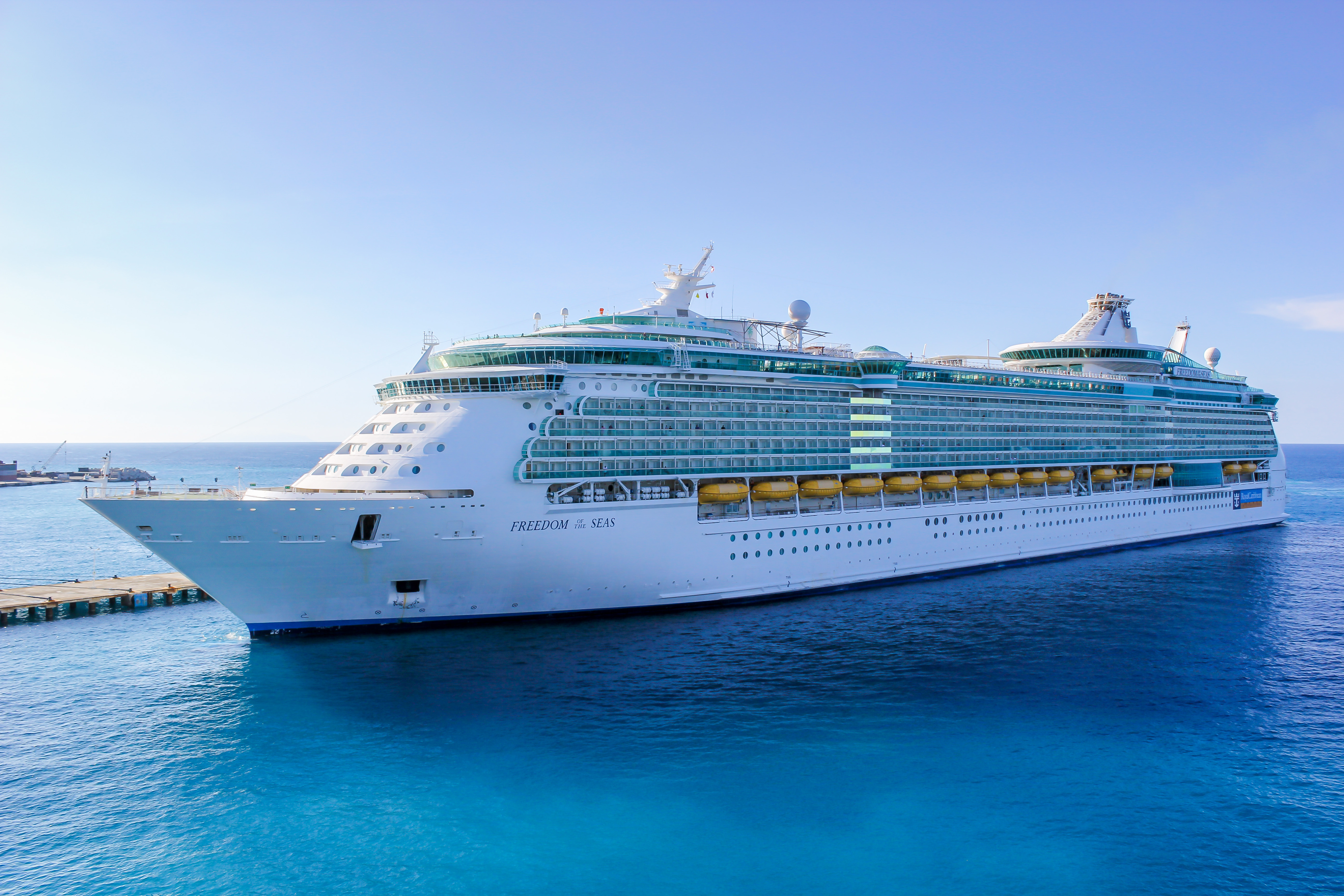
Un crucero, el '

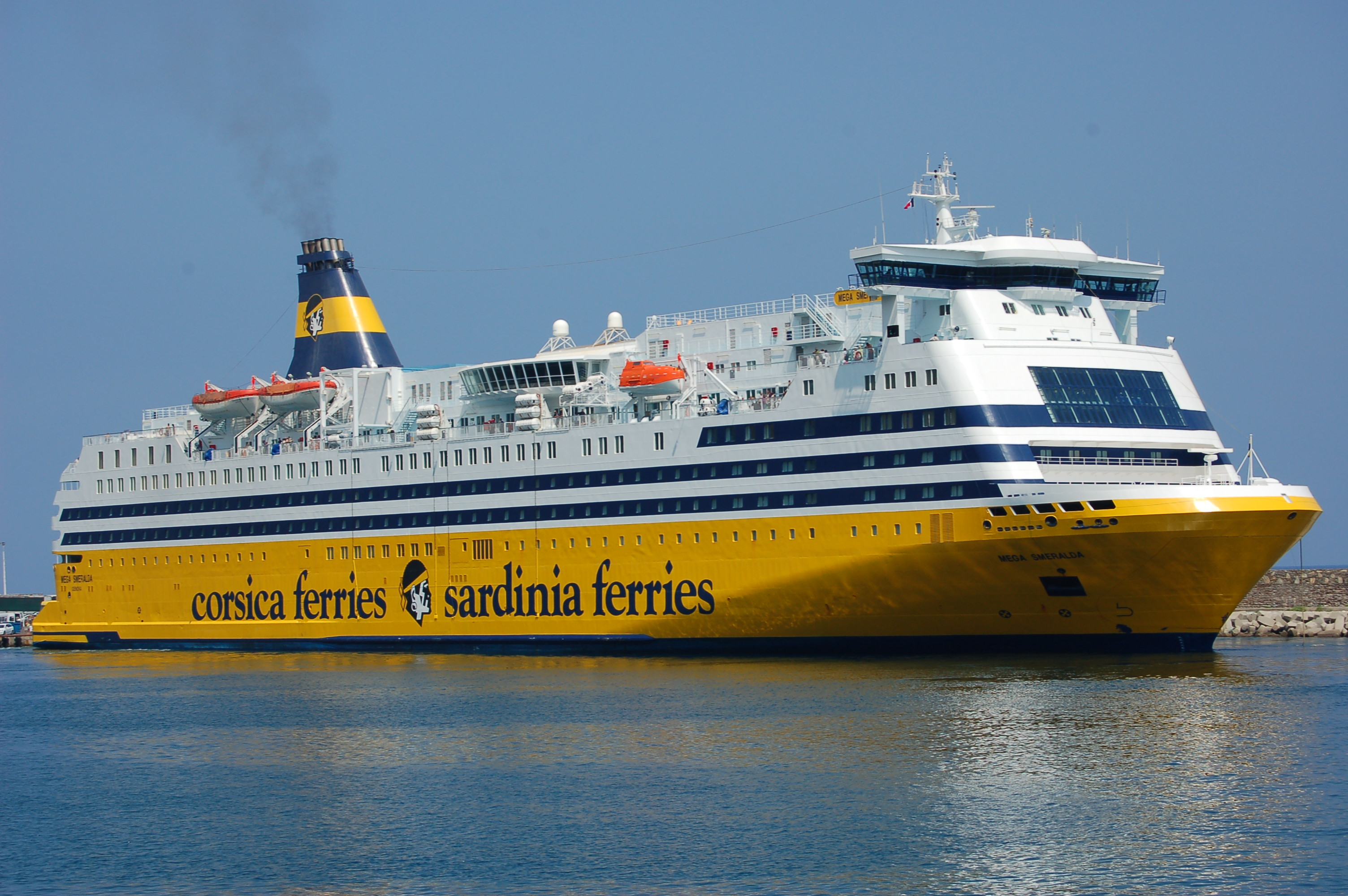
Un transbordador (o ferry), el Mega Smeralda

Entre los buques de pasaje se incluyen los transbordadores, que son barcos diseñados para realizar viajes cortos de día o de noche, transportando pasajeros y vehículos; los transatlánticos, que normalmente son de pasajeros o de pasajeros y carga que realizan una ruta de mayor distancia; y los buques de cruceros, que transportan pasajeros en viajes de ida y vuelta, en los que el viaje en sí, el buque y los lugares de interés visitados por el mismo son los principales reclamos de la travesía.
Un transatlántico es la forma tradicional de buque de pasajeros. En el pasado, dichos buques operaban viajes de línea programados a todas las partes habitadas del mundo. Con la llegada de los aviones de transporte de pasajeros, y los buques de carga especializada para el transporte de mercancías, los transatlánticos prácticamente se han extinguido. Pero con su declive se produjo también un aumento en los viajes de placer, y en la última parte del siglo XX, los transatlánticos dieron paso a los barcos de crucero como la forma predominante de los grandes buques de pasajeros, trasladándose la principal esfera de actividad desde el océano Atlántico Norte al Mar Caribe.
A pesar de que algunos barcos tienen características de ambos tipos, las prioridades de diseño de ambos tipos de barcos son diferentes: los transatlánticos generalmente contaban con el valor de la velocidad y el lujo tradicional, mientras que en los barcos de crucero el peso se ha desplazado a las instalaciones (piscinas, teatros, salas de baile, casinos, instalaciones deportivas, etc.) en lugar de la velocidad. Estas prioridades producen diferentes diseños. Además, los transatlánticos, normalmente eran diseñados para realizar largas travesías a través del océano Atlántico, entre Europa y los Estados Unidos, o incluso a América del Sur o Asia, mientras que los cruceros suelen servir en rutas más cortas con más escalas a lo largo de las costas, o entre las diversas islas.
Durante mucho tiempo, el tamaño de los cruceros fue en general más pequeño que el de los transatlánticos, pero en la década de 1980, esto cambió cuando Knut Kloster, el director de Norwegian Caribbean Lines, compró uno de los últimos transatlánticos supervivientes, el SS France, y lo transformó en un enorme barco de crucero, rebautizado como Norway. Su éxito demostró que había un mercado para los grandes barcos de cruceros. Se realizaron pedidos de clases sucesivas de barcos de esta clase, cada vez de mayor tamaño, hasta que el transatlántico RMS Queen Elizabeth de la Cunard Line fue finalmente destronado tras 56 años de reinado como el mayor barco de pasajeros jamás construido.
Tanto el RMS Queen Elizabeth 2 (QE2), en servicio desde 1969 hasta 2008, como su sucesor, el Queen Mary 2 (QM2), que entró en servicio en 2004, son de construcción mixta. Como los buques transatlánticos, son rápidos y fuertemente construidos para soportar los rigores del Atlántico Norte en la ruta de línea en servicio, pero ambos barcos también están diseñados para operar como buques de crucero, con las comodidades que se esperan en dicho ámbito. El MS Freedom of the Seas de la naviera Royal Caribbean sustituyó al Queen Mary 2 como el mayor barco de pasajeros jamás construido; sin embargo, el QM2 todavía ostenta el récord del mayor transatlántico jamás construido. A su vez, el Freedom of the Seas fue destronado por el Oasis of the Seas, en octubre de 2009.

## Tamaño de los buques

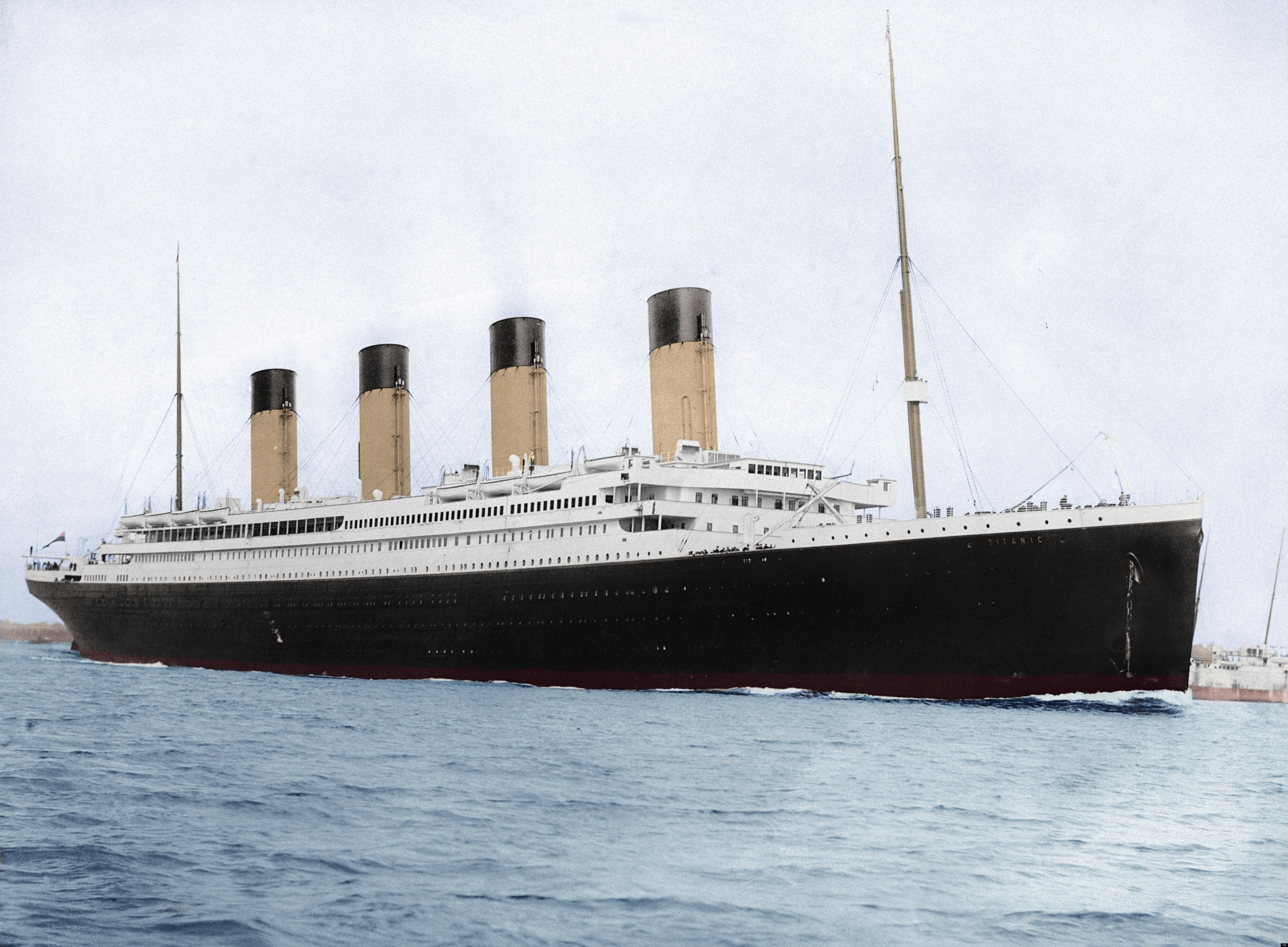
El transatlántico (1912)

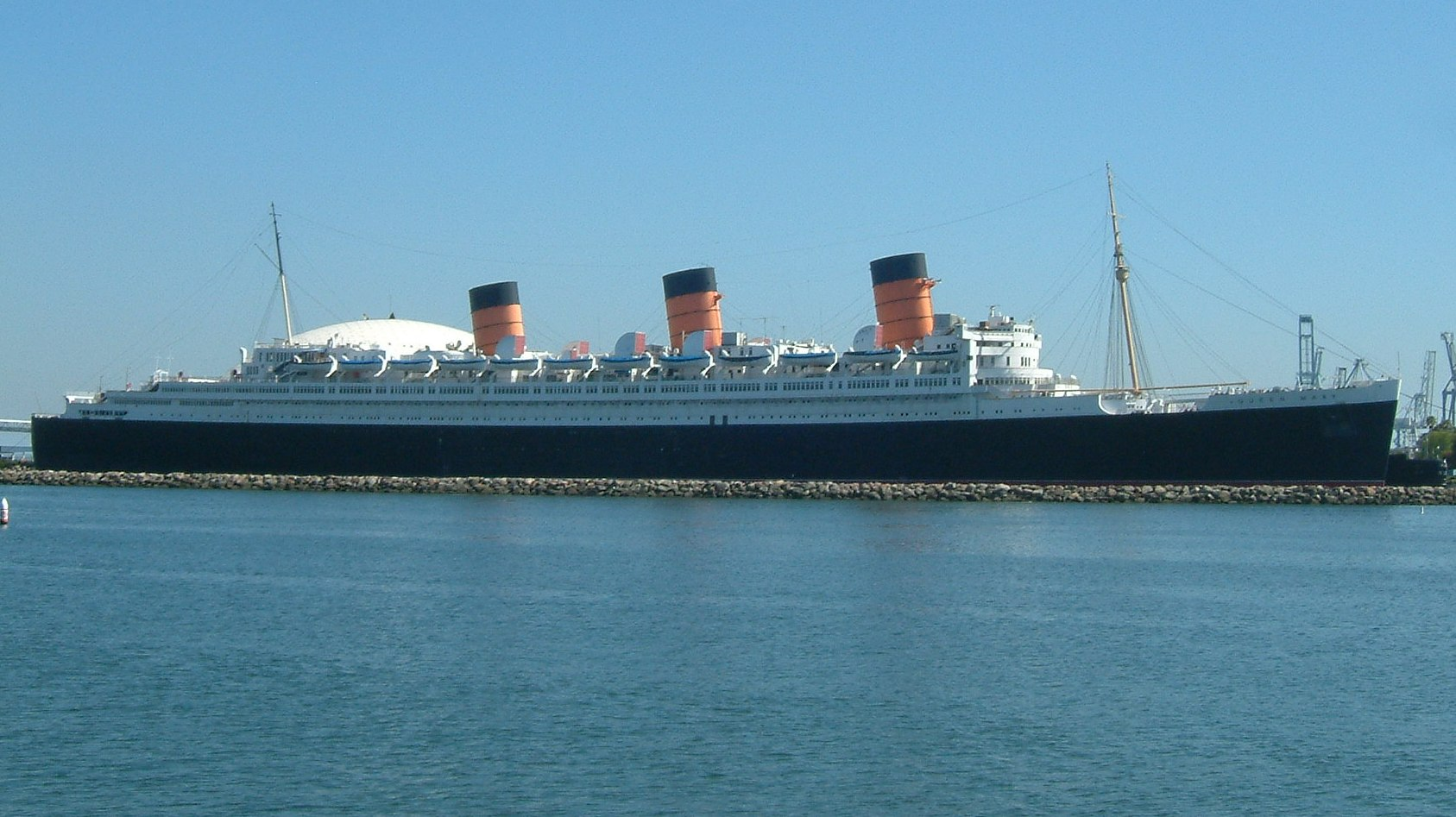
El transatlántico (1936), de aproximadamente 81.000 - 83,000 GRT, y con un desplazamiento de más de 80.000 toneladas.

El transatlántico (2003), 148.528 GT y aproximadamente 76.000 toneladas de desplazamiento.

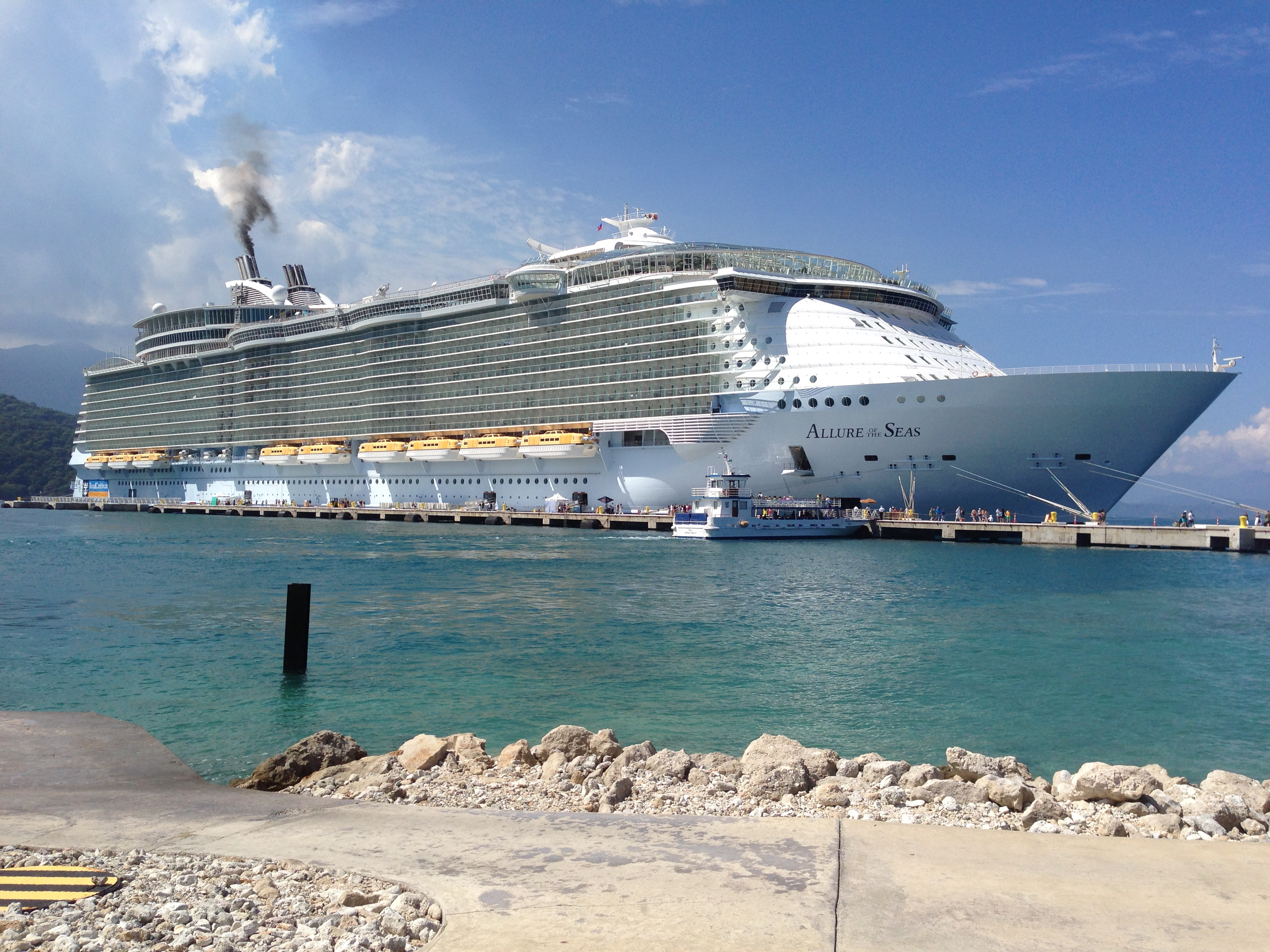
El crucero (2010), 225.282 GT, y aproximadamente 100.000 toneladas de desplazamiento.

Por convención, la medida de los barcos de pasajeros civiles se mide por el arqueo bruto, el cual es una cifra sin dimensiones calculada del volumen total cerrado del barco. El arqueo bruto no es una medida de peso, a pesar de que los dos conceptos a menudo se confunden. El peso se mide por cubicaje, el cual es el medio convencional de medir barcos navales. A menudo un barco de pasajero está declarado para "pesar" o "desplazar" un arqueo "seguro", pero la figura dada casi siempre refiere a arqueo bruto, el cual en este contexto nada tiene que ver con su peso.
Mientras que un alto desplazamiento puede indicar mejor sus capacidades de mantenimiento en el mar, el tonelaje bruto es promocionado como la medida más importante de su tamaño, así como la relación de arqueo bruto por pasajero –el ratio entre pasajeros y proporción de espacio– da una idea de la amplitud de un barco, una consideración importante en los cruceros donde las comodidades de a bordo son de alta importancia.
El arqueo bruto normalmente es mucho mayor al valor de desplazamiento. Este no fue siempre el caso; como las funciones, la ingeniería y la arquitectura de los buques han cambiado, el arqueo bruto de los más grandes buques de pasajeros ha aumentado considerablemente, mientras que los desplazamientos de dichos buques no. El RMS Titanic, de la White Star Line, tenía un tonelaje de registro bruto de 46.329 TGR, podía desplazar más de 52.000 toneladas, y era más pesado que los cruceros contemporáneos de 100.000 – 110.000 GT que desplazan sólo alrededor de 50.000 toneladas. Del mismo modo, el RMS Queen Mary y el RMS Queen Elizabeth de la Cunard Line, de aproximadamente 81.000 – 83.000 GT, pero con desplazamientos de más de 80.000 toneladas, no difieren significativamente en el desplazamiento de su nuevo sucesor de 148.528 GT, el RMS Queen Mary 2, que se estima puede desplazar aproximadamente 76.000 toneladas. Con la finalización en 2009 del Oasis of the Seas, el primer buque de la Clase Oasis, los emblemáticos barcos de Cunard de la década de 1930 han sido claramente superados en el desplazamiento, ya que los buques Oasis fueron proyectados para desplazar cerca de 100.000 toneladas.
Sin embargo, por la convencional e histórica medida del arqueo bruto, recientemente ha habido un aumento dramático en el tamaño de los nuevos buques más grandes. El Oasis of the Seas mide más de 225.000 GT, más de dos veces tan grande como el más grande de los barcos de cruceros de la década de 1990.

## Controles de seguridad
Los buques de pasajeros, está sujetos a los dos principales requerimientos de la Organización Marítima Internacional: realizar simulacros de emergencia de los pasajeros (...) dentro de las 24 horas después de su embarque y ser capaces de realizar un completo abandono del buque, dentro de un plazo de 30 minutos desde el momento en que la señal de abandono de la nave es dada.

### Consideraciones de diseño
Los buques de pasajeros sin generadores de respaldo pueden sufrir un problema sustancial debido a la falta de agua, refrigeración y sistemas de desagüe en el caso de la pérdida de los motores principales o los generadores debido a un incendio u otra emergencia. En dicho caso, la energía tampoco estaría disponible para que la tripulación de la nave pudiera operar los mecanismos impulsados eléctricamente. La falta de un adecuado sistema de respaldo para propulsar el barco, en los mares agitados, pueden hacer que vaya a la deriva y resultar en la pérdida de la nave. La revisión de los estándares y normas de seguridad en los barcos de pasajeros frente a estos problemas, y otros, requieren que los buques construidos a partir de julio de 2010 se ajusten a las nuevas regulaciones para un retorno seguro a puerto; sin embargo, todavía muchos barcos permanecen en servicio que carecen de esta capacidad.
Desde el 1 de octubre de 2010, el Convenio Internacional para la Seguridad de la Vida humana en el Mar (SOLAS) requiere que los barcos de pasajeros que operan en aguas internacionales deben ser construidos o mejorados para excluir los materiales combustibles. Se cree que algunos de los propietarios y operadores de buques construidos antes de 1980, que necesitan actualizar o retirar sus barcos del servicio, serán incapaces de ajustarse a la normativa.

### Medidas de seguridad externa
La Patrulla Internacional del Hielo se formó en 1914 tras el hundimiento del RMS Titanic para abordar el peligro que afrontaban los buques de pasajeros de colisión con un iceberg.